# Légende du serpent blanc
Ne doit pas être confondu avec Le Serpent blanc (conte).
Pour les articles homonymes, voir Le Serpent blanc.
 (novembre 2012).
Si vous disposez d'ouvrages ou d'articles de référence ou si vous connaissez des sites web de qualité traitant du thème abordé ici, merci de compléter l'article en donnant les références utiles à sa vérifiabilité et en les liant à la section « Notes et références ».

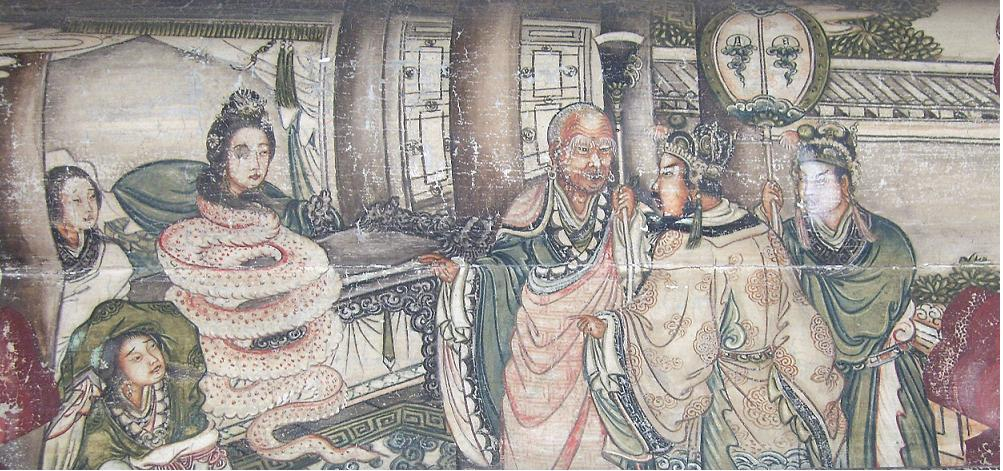
Madame Serpent blanc révèle sa forme originelle

La Légende du serpent blanc (chinois simplifié : 白蛇传 ; chinois traditionnel : 白蛇傳 ; pinyin : bái shé zhuàn) est l’une des légendes chinoises les plus populaires, également connue au Japon. Depuis la fin de la dynastie Ming où elle a été couchée par écrit en 1627, elle a connu toutes sortes d’interprétations : musicales, poétiques, théâtrales, littéraires (y compris bande dessinée et littérature enfantine), peintures murales, cinématographiques et télévisuelles.

## Résumé
L’histoire a dû puiser à plusieurs sources et se transmet tout d’abord oralement. La forme primitive, assez courte, semble être la rencontre sous la dynastie Song d’un pauvre herboriste et d'une belle et riche jeune femme accompagnée de sa servante. Il l’épouse et elle l’aide à faire prospérer son commerce, mais un religieux l’avertit que sa femme est un génie serpent. Malgré la réticence du mari, il la démasque et l’emprisonne définitivement sous les fondations de la pagode de Leifeng pour l’empêcher de nuire. Le nom du serpent n’est pas mentionné.
Plusieurs variantes écrites, de plus en plus développées, sont apparues sous les Qing. Elles accordent une grande importance à l’héroïne, dont le portrait devient sympathique et émouvant. Certains auteurs donnent un dénouement heureux à l’histoire.

### Résumé d’une version longue
Un serpent doué d’esprit (selon certains, un cheveu de la déesse Guanyin métamorphosé) est sauvé par un homme et fait vœu de lui rendre son bienfait dans une existence ultérieure. Avec un serpent vert plus petit devenu son compagnon, il médite durant un millier d’années. Les deux serpents acquièrent des pouvoirs magiques et prennent la forme de deux jeunes femmes. Le serpent blanc se met à la recherche de la réincarnation de son bienfaiteur, et apprend grâce à l’intuition que lui a conférée la méditation qu’il se nomme Xu Xian (許仙), est peu fortuné, et tient près de Hangzhou une petite officine d’apothicaire. Les deux femmes s’en vont flâner autour du lac de l'Ouest (西湖), lieu de promenade favori des habitants du crû, et finissent par le rencontrer. Pour engager la conversation, voyant que le jeune homme tient en main un parapluie, elles usent de leurs pouvoirs pour faire pleuvoir ; il offre de les raccompagner. Le serpent blanc se présente comme Bai (blanc) Suzhen (白素贞 / 白素貞, bái sù zhēn), fille d’une famille riche, et introduit le serpent vert comme Xiaoqing (Verdurette) (小青, xiǎo qīng), sa servante.
Xu Xian et Bai Suzhen finissent par convoler, et la pharmacie prospère grâce à la magie du serpent ; un héritier s’annonce. Tout semble donc aller pour le mieux, mais un jour, Xu Xian croise un moine bouddhiste nommé Fahai (法海, fǎ hǎi) (parfois un moine taoïste) qui détecte au premier regard une aura excessivement yin, signe qu’il côtoie un esprit. Il le prévient du danger pour sa santé, mais Xu Xian ne veut rien savoir. La fête des bateaux dragons approchant, le moine lui donne alors pour sa femme enceinte une flasque de vin soufré, bu traditionnellement ce jour-là pour prévenir les maladies. Xu Xian réussit à faire boire à Bai Suzhen un peu de vin malgré ses tentatives de refus. Vaincue par la force de la potion, elle se montre sous sa vraie forme. Choqué, son mari tombe raide mort.
Bai Suzhen s’en va au péril de sa vie sur le mont Kunlun où résident les divinités taoïstes pour quérir auprès du dieu du Pic austral une potion magique. Elle ressuscite ainsi Xu Xian, mais le moine est décidé à débarrasser la ville du serpent. Il enlève l’apothicaire lors de l’une de ses expéditions d’herboriste et l’enferme dans le temple de la Montagne d’or (金山寺). Usant de leur magie, Bai Suzhen et Xiaoqing essaient de faire sortir le kidnappeur et sa victime en inondant le temple, mais l’accouchement se déclenche, diminuant les pouvoirs de Bai Suzhen. L’inondation devient incontrôlable, entraîne la rupture d'un pont et fait des victimes, attirant sur le serpent une punition divine (ou un mauvais karma dans la version bouddhiste). Affaiblie, elle est capturée par le moine dans son bol à aumônes. Il fait surgir sur elle la pagode du Pic du tonnerre (雷峰塔), l’emprisonnant dans les fondations. Heureusement, plusieurs années plus tard, son fils, que Xiaoqing a ramené à son père, passe avec succès les examens impériaux et délivre sa mère grâce à un rituel religieux.
L'héroïne est aussi appelée Bai Niangzi (白娘子), Madame Blanche. Dans l'une des nombreuses variantes, son fils naît alors qu'elle est déjà emprisonnée sous la pagode, qui se fend pour le laisser sortir.

## Inspiration

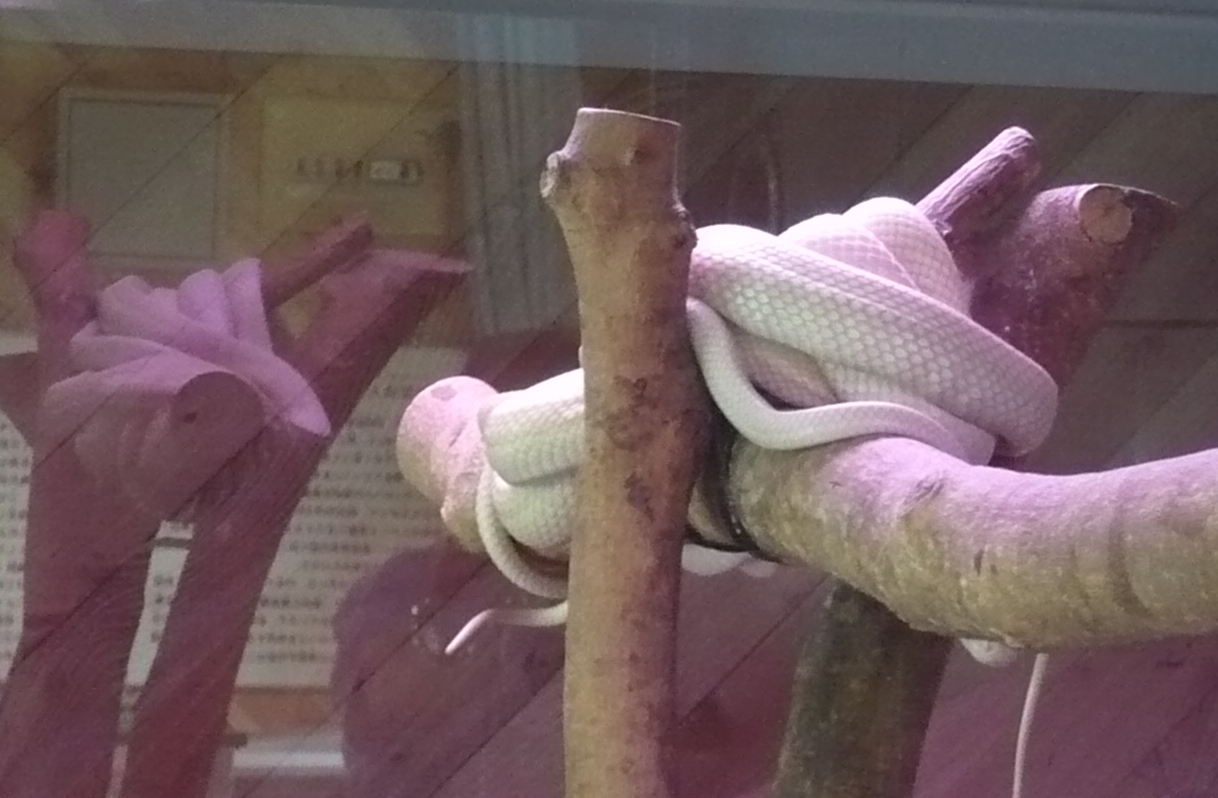
Un serpent blanc

On reconnait dans l’histoire plusieurs sources d’inspiration :
- légendes indiennes et bouddhistes, avec les thèmes des Nagas et des pagodes qui emprisonnent les mauvais génies sous leurs fondations, ou au contraire renferment des objets précieux qui ne peuvent être délivrés que par un sage (comme le Maha Vairochana Sutra fut délivré par Nagarjuna).
- mythes relatant l’union d’un humain et d’un animal doué de pouvoirs spéciaux, en l’occurrence un serpent ; le thème, fréquent en Asie du Sud-Est, se retrouve aussi dans d’autres endroits du monde, comme en témoigne la légende française de Mélusine ;
- folklore lié à la fête des bateaux dragons, jour où l’on exorcise les mauvaises influences pour affronter l’été et son cortège de maladies infectieuses ;

## Versions principales
La première version officielle de l’histoire est Madame serpent blanc prisonnière éternelle de la pagode du Pic du tonnerre (白娘子永鎮雷峰塔), chapitre 28 d’Histoires pour mettre en garde (警世通言) composé sous les Ming par Feng Menglong. Cependant, certains font remonter les prémisses du conte à un récit datant des Song du Sud, intitulé Le Pendentif d’éventail aux deux poissons (雙魚扇墜), qui relate une intrigue similaire dont les deux héroïnes sont un serpent blanc et un poisson vert, le héros se nommant Xu Xian (許宣).
Le conte de Feng Menglong est la version courte. La première version développée est Le Miracle de la pagode du Pic du tonnerre (雷峰塔傳奇) écrit par Fang Chengpei (方成培) et offerte à l’empereur Qianlong.
Les principaux livrets d’opéra chinois (en majorité kunqu) reprenant l'histoire sont La Pagode du Pic du tonnerre (雷峰塔) de Huang Tumi 黃圖珌, du début des Qing, version courte, et une version plus développée de Chen Jiayan (陳嘉言) père et fille, pour la troupe impériale du Jardin des poiriers (líyuán 梨園).

## Adaptations et traductions

### Littérature
- Blanche et Bleue, ou Les deux couleuvres-fées, trad. Stanislas Julien, 1834 [lire en ligne], sur chineancienne.fr
- La Tour du Pic du Tonnerre, ou La Dame Blanche, trad. Maurice Verdeille, dans Bulletin de la Société des études indochinoises, Saïgon, 1917, pages 53-170 [lire en ligne], sur chineancienne.fr
- Feng Menglong, Le Serpent blanc. Contes tirés du Jing Shi Tong Yan, Éditions en langues étrangères, « Littérature classique », Beijing, 1994, 353 p.  (ISBN 711901644X)
- « Le Serpent blanc », dans Contes populaires du lac de l'Ouest, ill. Ye Yuzhong, Éditions en langues étrangères, Pékin, 1982, rééd. 1986
- (en) Wilt L. Idema, The White Snake and her Son : A Translation of The Precious Scroll of Thunder Peak, with Related Texts, Indianapolis, Hackett, 2009

### Discographie
- Opéra du Sichuan, La Légende de Serpent Blanc, Buda Records, « Musique du Monde », 92555-2, 1992

### Cinéma
- Le Serpent blanc, film d'animation japonais (1958) ;
- Madam White Snake, film de Shiro Toyoda, (Japon, 1956, couleur ; titre original Byaku Fujin No Yoren ; produit par Toho Ltd.), effets spéciaux Eiji Tsuburaya, musique de Ikuma Dan ;
- Madam White Snake (film, 1960), film coréen de Shin Sang-ok[2] ;
- Madam White Snake, film de la Shaw Brothers avec Linda Lin Dai (1962) ;
- The Snake Woman, film coréen de Shin Sang-ok[2] (1969) ;
- La légende du serpent blanc, film de Fu Chaowu (1980) ;
- Green Snake, film hongkongais de Tsui Hark (1993) d’après une adaptation de Lillian Lee ;
- Le Sorcier et le Serpent blanc, film de Ching Siu-tung (2011), avec Jet Li ;
- White Snake, film d'animation chinois (2019) ;
- Green Snake (2021) (en), film d'animation chinois suite directe à White Snake (2019), (2021).
- White Snake 3 Afloat (2024), film d'animation chinois entre le 1er (2019) et le 2ème (2021) faisant référence au conte.

### Télévision
- La légende du serpent blanc (série télévisée) (en), série dramatique (2019).

### Musique moderne
- En 1989, Hsu Tsang-Houei compose un oratorio[3],[4],[5]